# Ripieno
În muzică, ripieno (cu sensul inițial de umplutură în italiană) este totalitatea instrumentelor dintr-un ansamblu muzical care nu cântă ca soliste ci sunt opuse sau se alătură instrumentelor soliste, în secțiunile marcate tutti. Termenul este întâlnit în special în muzica barocă, unde ripieno reprezintă o masă mai numeroasă de instrumente, opusă grupului mai restrâns de soliști numit concertino.
Într-o fanfară militară, termenul este utilizat pentru a desemna instrumentele cu rol secundar, în special clarinet și cornet.